# Акусилай
Акусилай (на старогръцки: Ἀκουσίλαος) от Аргос, син на Кабас или Скабрас, е древногръцки генеалог, исторически писател. Според Хекатей от Милет той е един от първите известни гръцки проза и исторически писатели. Занимава се главно с митография.
Акусилай е автор на тритомна „История“ или „Генеалогия“ (Γενεηλογίαι, Ἱστορίαι), от която са запазени фрагменти.

## Издание на фрагменти
- Феликс Якоби, „Фрагменти от гръцките историци“, Nr. 2.